# カトリーヌ・ド・ブリー
カトリーヌ・ド・ブリー（Catherine de Brie、1630年頃 - 1706年1月頃）は、フランスの女優。モリエールの劇団で活躍した、17世紀屈指の名女優である。モリエールの愛人でもあった。本名カトリーヌ・ルクレール・デュ・ロゼ。

## 生涯
俳優夫妻の間に生まれ、1650年に夫であるエドム・ヴィルカン(芸名:ド・ブリー)とともに、モリエールの劇団に加入した。彼女がどこで生まれ、どのように育ったかなど、基本的な情報のかなり不足した人物である。
同じころ、モリエールはマルキーズ・デュ・パルクとカトリーヌに言い寄ったとされる。マルキーズが彼を軽くあしらったのに対し、カトリーヌはかなり優しく好意的に接したらしい。こうしてカトリーヌとの愛人関係が始まったのは間違いないが、それがいつ始まったのかはよくわからない。当然夫であるド・ブリーは怒りを見せてもよいはずだが、残された資料にはそのような記述は一切出てこない。当時の役者たちは性的に放縦であったので相当に寛大な男であったのかもしれないし、単に文句も言えない頼りない男であっただけなのかもしれない。ちなみに、モリエールが困って、追い出そうとするほどの大根役者であったという。配役も脇役ばかりで、目ぼしいものが一つもない。
夫の間に1652年に男児を、59年に女児を儲けている。この2子はどちらともモリエールとマドレーヌ・ベジャールが名付け親になっていることから、根拠薄弱ではあるがモリエールとの不倫関係の末に生まれた子供だと勘ぐる研究者もいる。モリエールの作品において、カトリーヌが最初に役を任されたのは「粗忽者」のヒロイン、セリー役であった。この役をきっかけに、彼女の「娘、恋人役」への才能が認められ、以降それを中心に演じていくことになる。第2作目の「恋人の喧嘩」でもヒロイン、リュシール役を演じた。1659年の「才女気取り」においては、マドレーヌ・ベジャールと組んでプレシューズ(才女気取り)役を演じた。同年にマルキーズ・デュ・パルクが夫とともに、一時的にとはいえマレー劇場に移ってしまったために、若い娘を演じられるのがこの2人しかいなかった。次作の『スガナレル』では、主人公スガナレルの妻役を演じ、少しずつ役の幅を広げていった。1661年6月には「亭主学校」のヒロインであるイザベル役を、次いで翌年12月に「女房学校」にてアニェス役を演じ、大成功を収めた。特にアニェスの役は、引退のその日まで演じることを観客から求められるほど大成功し、「アニェスぶる(うぶな娘のふりをする)」という表現まで生まれたほどだった。
亭主学校の初演の10か月前、1662年2月にモリエールがアルマンド・ベジャールと結婚した。この愛人の結婚に対してカトリーヌがどのような反応を示したかは、モリエールを誹謗中傷する目的で作られた「名女優物語」なる冊子以外の記述が残っていない。以下は「名女優物語」から引用したものだが、当然その冊子の目的からして、鵜呑みにしてはならない:
ライバルとはマドレーヌ・ベジャールのこと。マドレーヌもモリエールの愛人であったが、モリエールをカトリーヌに奪われたことに恨みを抱き、アルマンドとの結婚を画策したというのが、この冊子の作者の考えであった。当然この意見が正しいとは限らない。
1663年の「女房学校批判」ならびに「ヴェルサイユ即興劇」においては、正反対の役柄を演じた。ヴェルサイユ即興劇においては、表裏のある偽善的な役柄を演じたが、その3年後の1666年の「人間嫌い」においては再び穏やかな娘役を演じている。ところが1667年、マルキーズ・デュ・パルクがブルゴーニュ劇場に移籍してから、娘役だけを演じるわけにもいかなくなった。1670年の「町人貴族」においては未亡人ドリメーヌ役を演じ、熟女として魅力を振りまいた。モリエール最後の作品「病は気から」では陰険な後妻ベリーヌ役を演じた。
1673年2月17日、モリエールが死去した。未亡人アルマンド・ベジャールを中心として結束を固めた劇団は、興行収入の分配額の見直しを行った。その結果、カトリーヌの取り分は夫と合わせて半額になってしまった。カトリーヌはこの決定を、不服も言わずに受け入れたという。夫のド・ブリーは、1676年に死去した。1680年にはブルゴーニュ劇場と、モリエールらの劇団が合併してコメディ・フランセーズが創設された。彼女もこの劇団に在籍し正座員となっていたが、1684年に王太子妃の命令を受けて、お抱えの劇団(Comedie-Dauphine)に移籍することとなった。1685年に1000リーヴルの年金とともに、正式にコメディ・フランセーズから退団。1706年1月に死去。。

## 人物評
ピエール・コルネイユの弟トマがパリにいる友人に宛てた手紙には、彼女の美貌について次のような記述がある:
バロン嬢とは、当時ブルゴーニュ劇場に所属していた美人で名高い女優のことである。この手紙はモリエール劇団がパリ進出をもくろんで、その前段階としてルーアンへやってきたときに、認められた手紙である。2人の美女とはマルキーズ・デュ・パルクとカトリーヌのこと。マルキーズの出産のために別行動をとっていたため、モリエールらより少し遅れてルーアンに赴いたのだった。
パルフェ兄弟によって1735年から49年にかけて発酵された「フランス演劇史(Histoire générale du Théâtre français depuis son origine jusqu’à présent)」にも記述がある:
『』のついた文章は、パルフェ兄弟がモリエールと同時代の歴史家、トララージュの遺した資料から引用した記述である。最後の文章に見える65歳というのは、トララージュの勘違いであり、55歳の間違いである。しかしそれにしても「女房学校」において、アニェスは純真無垢な若い娘として描かれているため、普通に考えれば50歳を超えた女性が演じるような役ではない。これは現在の舞台とは違って、当時の照明は蝋燭を中心とした粗末なものであったので、薄暗くて顔がはっきり見えなかったという事情も関係しているが、彼女に若さを保つ天性の資質があったのは間違いがない。
ところがその一方で、ジャン＝レオノール・グリマレによる、上記2つと正反対の証言もある:
ラ・バールという名の役者は当時何人もいて、どの役者を指しているのか分からないが、フロリモンと言う名の男は1660年からマレー劇場にて在籍していた俳優のこと。カトリーヌについてグリマレに語ったのは、モリエールの娘であるマドレーヌ・エスプリと、モリエールの愛弟子であったミシェル・バロンである。前者はモリエールの娘であるから、愛人に良い印象を持っていなかったとしても不思議ではない。後者はかつて同僚であったと言う以外に特に接点はないが、美醜の基準は人によって大きく異なるものであるから、このような証言が生まれてきたとしても不思議ではない。

## 主な配役
- 1653年 - 粗忽者:セリー
- 1656年 - 恋人の喧嘩:リュシール
- 1659年 - 才女気取り:プレシューズ役
- 1662年 - 女房学校:アニェス
- 1663年 - ヴェルサイユ即興劇:ド・ブリー(本人役)
- 1664年 - 強制結婚:エジプト人役
- 1664年 - エリード姫:シンシエ
- 1664年 - テバイード( The Thebaid )
- 1666年 - 人間嫌い:エリヤント
- 1667年 - シチリア人 (戯曲)
- 1667年 - タルチュフ:マリアーヌ
- 1668年 - 守銭奴:マリアーヌ
- 1670年 - 町人貴族:ドリメーヌ
- 1672年 - 女学者:アルマンド
- 1673年 - 病は気から:ベリーヌ